# Diplazium rivale
Diplazium rivale är en majbräkenväxtart som först beskrevs av Richard Spruce och som fick sitt nu gällande namn av Friedrich Ludwig Diels.
Diplazium rivale ingår i släktet Diplazium och familjen Athyriaceae. Inga underarter finns listade i Catalogue of Life.